# Adam Samuelsson
Adam Johan Samuelsson, född 17 januari 1993 i Skövde, är en svensk tidigare handbollsspelare, mittsexa.

## Karriär
Adam Samuelsson har IFK Skövde som moderklubb, där han spelade hela sin karriär. I mars 2019 tvingades han till operation av en skada i höften. Adam Samuelsson har inga landslagsmeriter.
Utanför handbollen har Samuelsson läst på högskolan i Skövde 2016-19 och arbetar på bank.
Han avslutade sin handbollskarriär 2022.